# Anatolij Czepiga
Anatolij Władimirowicz Czepiga (ros. Анатолий Владимирович Чепига, ur. 5 kwietnia 1979 we wsi Nikołajewka w rejonie iwanowskim w obwodzie amurskim) – pułkownik GRU, Bohater Federacji Rosyjskiej.

## Życiorys
Od dzieciństwa mieszkał z rodziną we wsi Bieriozowka, gdzie w 1996 skończył szkołę średnią. W 1997 wstąpił do Dalekowschodniej Wyższej Ogólnowojskowej Szkoły Dowódczej im. Rokossowskiego (DWOKU) w Błagowieszczeńsku, którą w 2001 ukończył z wyróżnieniem. Służył w 14 Brygadzie Specjalnego Przeznaczenia (Specnazu) ze sztabem w Ussuryjsku podlegającej Głównemu Zarządowi Wywiadowczemu Sztabu Generalnego Sił Zbrojnych Federacji Rosyjskiej; w składzie tej brygady brał udział w działaniach zbrojnych na terytorium Czeczenii, za co został odznaczony medalami. Później pracował w centralnym aparacie GRU Sztabu Generalnego Sił Zbrojnych Federacji Rosyjskiej, ukończył Wojskową Akademię Ministerstwa Obrony. W grudniu 2014 otrzymał od prezydenta Putina tytuł Bohatera Federacji Rosyjskiej. Gdy w 2018 w Salisbury doszło do próby otrucia Siergieja Skripala i jego córki Julii, Czepiga został zidentyfikowany przez brytyjskich śledczych jako jeden z dwóch sprawców zamachu.